# 若松東 (岡崎市)
若松東（わかまつひがし）は、愛知県岡崎市の町丁である。岡崎地区に位置する。現行行政地名は若松東一丁目から若松東三丁目。

## 地理
岡崎市の南部に位置する。

### 河川
- 砂川

### 湖沼
- 奥山田池遊園

## 世帯数と人口
2019年（令和元年）5月1日現在の世帯数と人口は以下の通りである。
| 丁目         | 世帯数    | 人口    |
| ------------ | --------- | ------- |
| 若松東一丁目 | 151世帯   | 319人   |
| 若松東二丁目 | 475世帯   | 1,095人 |
| 若松東三丁目 | 430世帯   | 1,018人 |
| 計           | 1,056世帯 | 2,432人 |

### 人口の変遷
国勢調査による人口の推移
| 1995年（平成7年）  | 2,247人 | [ 6 ]  |  |
| 2000年（平成12年） | 2,260人 | [ 7 ]  |  |
| 2005年（平成17年） | 2,303人 | [ 8 ]  |  |
| 2010年（平成22年） | 2,349人 | [ 9 ]  |  |
| 2015年（平成27年） | 2,438人 | [ 10 ] |  |

## 小・中学校の学区
市立小・中学校に通う場合、学区は以下の通りとなる。
| 丁目         | 番・番地等 | 小学校             | 中学校             |
| ------------ | ---------- | ------------------ | ------------------ |
| 若松東一丁目 | 全域       | 岡崎市立上地小学校 | 岡崎市立竜南中学校 |
| 若松東二丁目 | 全域       | 岡崎市立上地小学校 | 岡崎市立竜南中学校 |
| 若松東三丁目 | 全域       | 岡崎市立上地小学校 | 岡崎市立竜南中学校 |

## 歴史
額田郡若松村の一部を前身とする。

### 沿革
- 1980年（昭和55年）7月31日 - 若松土地区画整理組合の事業により、若松町、柱町、上地町、美合町の各一部を分離し、若松東一丁目から若松東三丁目を設置[1]。

### 町名の変遷
（分かる場合は、以下の変遷表で示す）
| 実施後       | 実施年月日                | 実施前（各町名ともその一部）         |
| ------------ | ------------------------- | ------------------------------------ |
| 若松東一丁目 | 1980年（昭和55年）7月31日 | 若松町、上地町の各一部               |
| 若松東二丁目 | 1980年（昭和55年）7月31日 | 若松町、柱町、上地町の各一部         |
| 若松東三丁目 | 1980年（昭和55年）7月31日 | 若松町、柱町、上地町、美合町の各一部 |

## 施設
- 岡崎市立若松保育園
- 若松公園
- 岡崎市営住宅若松荘1棟
- 岡崎市営住宅若松荘2棟
- 岡崎市営住宅若松荘3棟
- 岡崎市営住宅若松荘4棟
- 岡崎市営住宅若松荘5棟
- レクサス岡崎
- ハイカラヤ愛知岡崎店
- 焼肉太郎 岡崎店
- 吉野家 岡崎南店
- なか卯 岡崎若松東店
- ローソン 岡崎若松東店

## 交通
道路
- 国道248号

## その他

### 日本郵便
- 郵便番号 : 444-0822[4]（集配局：岡崎郵便局[12]）。

## 参考資料
- 「角川日本地名大辞典」編纂委員会 編『角川日本地名大辞典 23 愛知県』角川書店、1989年3月8日。ISBN 4-04-001230-5。
- 有限会社平凡社地方資料センター 編『日本歴史地名体系第23巻 愛知県の地名』平凡社、1981年。ISBN 4-582-49023-9。